# 朴海鎮
朴海鎮（韓語：박해진，1983年5月1日—），韓國男演員、模特兒、歌手。2013年因出演電視劇《來自星星的你》打開海內外知名度，2016年在《奶酪陷阱》劇中飾演看似完美、內心卻神秘複雜的劉正學長而大受歡迎。2020年所主演的職場復仇劇《上司實習生 (電視劇)》在MBC演技大獎奪得「大獎」，是其演藝事業上首個大獎殊榮。

## 出道前
朴海鎮出生於釜山，因家境貧寒父母很早離異，直至成年前共換過三位監護人。高中念的是設計專業，畢業後在錄音帶工廠、酒吧等多處工作，後又從事服飾批發。2004年前往首爾賣衣服時，透過朋友介紹給經紀公司的代表，開啟了他的演員之路。

## 演藝經歷
2006年以電視劇《家有七公主》正式出道，可愛又深情的形象受封為「國民年下男」，憑此劇在百想藝術大賞中獲得新人獎；隨後在《比天高比地厚》出演男主角與韓孝周合作並獲頒日日劇部門男子優秀演技獎。2008年出演《伊甸園之東》，首次挑戰反派角色，亦贏得了MBC演技大賞新人獎。2009年出演週末連續劇《熱血生意人》男主角，同時跨足綜藝界，於《家族的誕生》第54期起成為固定成員，因在節目裡玩遊戲時常常一直輸，而被家族稱為「不實青年」。
2010年起朴海鎮開始接拍中國大陸電視劇、在日本以歌手身份出道，2012年以《我的女兒瑞英》重返韓國電視圈，此劇以47.6%成為2013年收視率最高的作品。接著《來自星星的你》風靡全亞洲，劇中朴海鎮飾演的李輝京一角贏得「國民暖男」之美譽，不僅在海外受歡迎的程度遠甚於韓國，更成為第一位在中國大陸發行郵票的韓國人，成功擠進韓流明星之列。
2014年在《壞傢伙們》飾演高智商的天才連續殺人犯李正文一角，是朴海鎮演技上的轉捩點。2016年因完美詮釋《奶酪陷阱》中擁有雙面性格的腹黑學長劉正一角再讓演技攀向高峰，在該劇加持下風光接下15項代言，韓國7-ELEVEN甚至推出「劉正御飯糰」，創下3天內狂銷10萬個佳績。2017年，香港杜莎夫人蠟像館宣佈朴海鎮的蠟像將於三月進駐韓流館並作三個月限定展出；同年，在《秘行要員》中化身隱藏真實情感、擁有完美外貌與卓越智力的國情院黑色要員金蔎雨，此劇為Netflix除了韓國原創系列外第一部與電視台同步線上播出的韓劇。
2018年再次詮釋《奶酪陷阱》電影版，是少數主要角色在電視劇與電影皆為同一人出演，但由於失去原作固有的個性、故事又加重了驚悚性，因此並未達到預期的成績。2020年出演職場復仇劇《上司實習生 (電視劇)》，憑藉逗趣又反轉的賈烈燦一角展現游刃有餘的演技，更在MBC演技大獎拿下出道以來首個「大獎」成績。
2022年離開待了12年的經紀公司，簽約於由李政宰、鄭雨盛創辦的Artist Company。2023年出演轉換跑道後的第一部作品《全國死刑公投》，為了融入劇中刑警角色，朴海鎮特地增重10公斤，也因此迷上了健身運動。

## 慈善活動

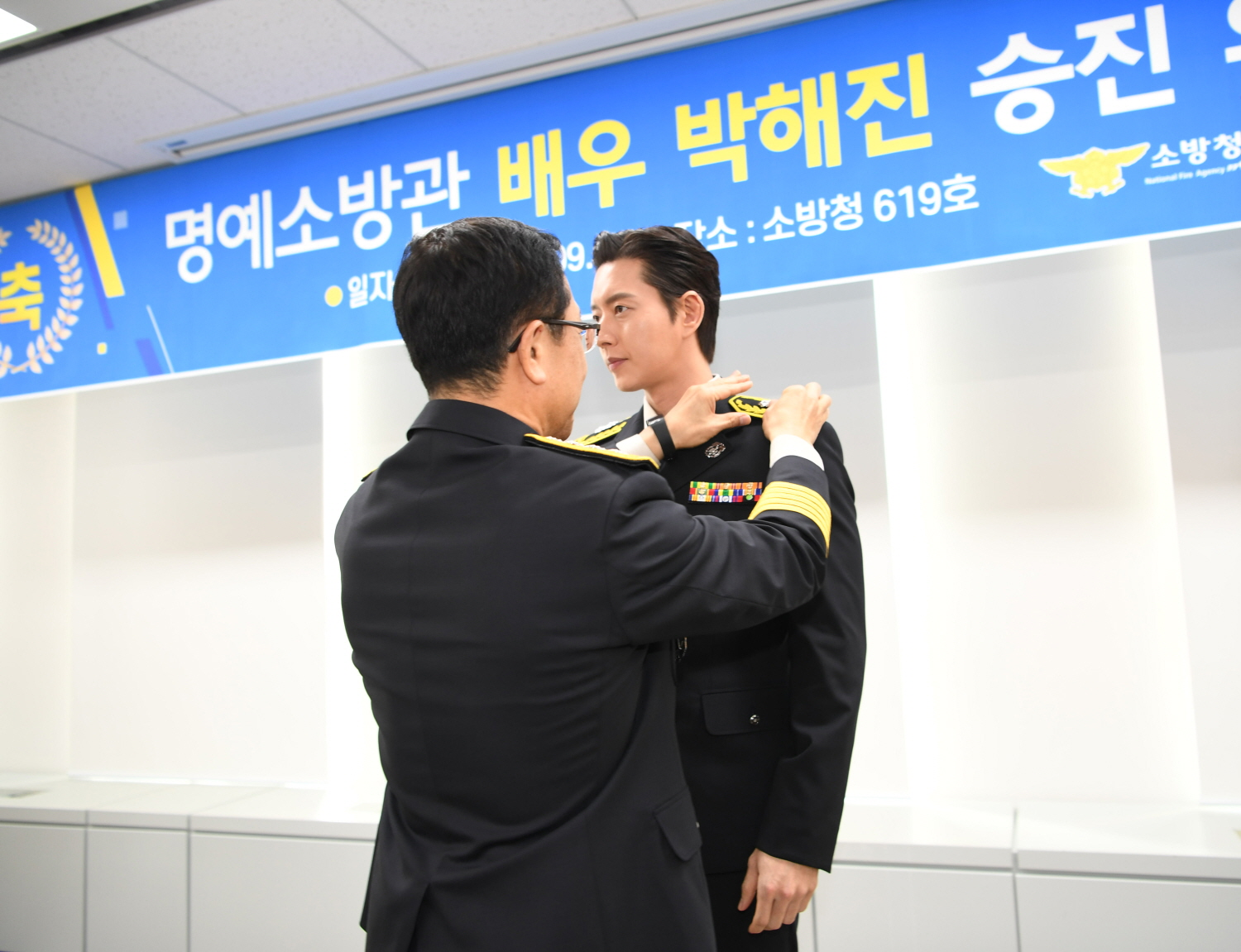
2019年韓國名譽消防隊長晉級任命儀式（由局長頒發）

朴海鎮相當熱心於公益及慈善活動，被譽為「善行天使」。出道至今，一直為災後的救援與復建項目、需要經濟支助的階層捐贈金錢與物資，更透過植樹、煤炭志願服務，以及擔任名譽消防員等各種模式，不遺餘力將溫暖帶去世界各個角落。
從2011年到2017年間，國內外的捐款總金額高達17億韓元，也因此成為保健福祉部「第一屆幸福分享獎」唯一領受該獎的藝人、連續二年獲得江南區廳頒發的感謝牌，以及獲得「2017首爾社會福利大會」志願者部門的首爾市長獎等殊榮。行善腳步更跨越國界，包括中國大陸與日本等海外國家，也親自前往西非參與醫療志願者服務。
尤其七年來持續支援兒童醫療與福利機構並擔任義工，連續八年為貧困居民運送煤炭，並向中國大陸捐贈6000棵樹苗防治沙漠化。而在與一位父親是消防員的粉絲結緣後，開始關注消防項目，除了資助受傷或殉職消防員，也幫助消防慈善月曆及消防安全的宣傳片拍攝。為表揚他為消防事業的貢獻，韓國消防廳在2018年任命他為「名譽消防員」，2019年12月晉升為韓國消防廳「名譽消防隊長」負起推廣及教育有關消防救護的責任與使命，更獲頒行政安全部嘉許禮。

## 影視作品

### 劇集
| 年份   | 播放平台              | 劇名                     | 角色                        | 備註                           |
| 2006   | KBS                   | 《傳聞中的七公主》       | 延河男                      | 出道作品                       |
| 2007   | KBS                   | 《比天高比地厚》         | 鄭武英                      | 日日劇                         |
| 2008   | MBC                   | 《伊甸園之東》           | 申明勳                      | 反派角色                       |
| 2009   | KBS                   | 《熱血生意人》           | 河柳                        | 週末劇                         |
| 2011   | 湖南衛視              | 《錢多多嫁人記》         | 許飛                        | 陸劇                           |
| 2012   | 湖南衛視              | 《另一種燦爛生活》       | 劉達明                      | 陸劇                           |
| 2012   | KBS                   | 《親愛的瑞英》           | 李相祐                      | 回歸韓劇作品                   |
| 2013   | 西安電視台            | 《戀愛相對論》           | 李昂                        | 陸劇                           |
| 2013   | SBS                   | 《來自星星的你》         | 李輝京                      | 韓流代表作                     |
| 2014   | SBS                   | 《愛在異鄉》             | 韓在俊／李成勳              | 與李鐘奭合作                   |
| 2014   | OCN                   | 《壞傢伙們》             | 李正文                      | 反派代表作                     |
| 2016   | tvN                   | 《奶酪陷阱》             | 劉正                        | 演藝高峰代表作                 |
| 2016   | 广东卫视／东南卫视    | 《遠得要命的愛情》       | 沈岸                        | 陸劇                           |
| 2016   | NAVER tvcast、YouTube | 《七次的初吻》           | 職場上司                    | 樂天網路劇                     |
| 2017   | JTBC                  | 《秘行要員》             | 金蔎雨                      | Netflix首部跟播韓劇            |
| 2020   | KBS                   | 《Forest》               | 姜山赫                      | 以消防廳名譽消防員身份代入宣傳 |
| 2020   | MBC                   | 《老頑固實習生》         | 賈烈燦                      | MBC演技「大賞」作品            |
| 2021   | seezn                 | 《複製人》               | 姜日勳／Chen／東鎮／Michael | 製作中斷，僅以剪輯的六集播出。 |
| 2022   | MBC                   | 《現在開始是Showtime！》 | 車次雄／風伯                | 奇幻喜劇作品                   |
| 2023   | SBS                   | 《全國死刑公投》         | 金武燦                      | 轉換跑道後的首部刑偵劇         |
| 待公布 |                       | 《爆米花》               | 陸信俊                      |                                |
| 待公布 |                       | 《男人帮·朋友》          | 趙海鵬                      |                                |

### 電影
| 年份 | 片名         | 角色 | 備註 |
| 2010 | 《筷子》     |      | 客串 |
| 2015 | 《雪海》     | 尚宇 | 主演 |
| 2018 | 《奶酪陷阱》 | 劉正 | 主演 |

## 音樂作品

### 專輯
- 2011年2月9日 ：日本單曲〈運命の轍〉[38]

1. 運命の轍（日文）
2. 運命の轍（韓文）
3. ひゅるり
4. 運命の轍（伴唱）

### 電視原聲帶
- 2011年4月11日 ：《錢多多嫁人記》

1. 片頭曲〈為了你我願意〉
2. 片尾曲〈一定要這樣嗎〉

### MV
- 2007年：The Way〈愛...很痛〉（與許怡才）[39]
- 2016年：FIESTAR〈REALWAY OUTDOOR〉（與孔升妍）[40]

## 綜藝節目
- SBS第一季：2009年7月5日第54期起加入為固定主持人。[41]

## 個人演唱會與粉絲見面會
| 日期              | 名稱 | 城市               |
| 2008年9月23日     | PHJ FIRST FM | 日本福岡市         |
| 2009年10月16日    | PHJ FIRST OFFICIAL FM | 日本東京           |
| 2010年6月4日      | PHJ SPECIAL FM 2010 | 日本福岡市         |
| 2010年6月6日      | PHJ SPECIAL FM 2010 | 日本東京           |
| 2010年9月11、12日 | AUTUMN RECREATION WITH PARK HAE JIN | 日本千葉市         |
| 2011年2月5日      | 運命の轍 DEBUT CONCERT | 日本大阪           |
| 2011年2月9日      | 運命の轍 DEBUT CONCERT | 日本東京           |
| 2011年5月1日      | PHJ BIRTHDAY DINNER SHOW | 日本東京           |
| 2011年5月3日      | PHJ BIRTHDAY DINNER SHOW | 日本名古屋         |
| 2011年6月19日     | PHJ OSAKA DINNER SHOW | 日本大阪           |
| 2011年10月9日     | PHJ APPRECIATION EVENT | 日本千葉市         |
| 2012年2月24日     | PHJ 「ZEST」CONCERT | 日本大阪           |
| 2012年3月5日      | PHJ 「ZEST」CONCERT | 日本東京           |
| 2012年12月26日    | PHJ X'MAS FM | 日本東京           |
| 2013年3月3日      | PHJ WHITE DAY SPECIAL FM | 日本大阪           |
| 2014年6月15日     | ROMANTIC SOMETHING FM | 日本東京           |
| 2016年4月23日     | 10 ANNIVERSARY FANMEETING （韓國首場FM，免費入場並結合優酷線上直播，直播收入全數捐贈上海福利中心「寶貝之家」，幫助罹患罕見疾病的孤兒。） | 首爾               |
| 2016年5月28日     | 朴海鎮優酷會員見面會 | 中华人民共和国北京 |
| 2016年6月9日      | PARK HAE JIN 10S ANNIVERSARY FANMEETING                                                                                                  | 臺灣台北           |
| 2016年7月31日     | PARK HAE JIN 10S ANNIVERSARY FANMEETING                                                                                                  | 泰國曼谷           |
| 2016年9月25日     | PARE HAE JIN OFFICIAL FANCLUB FANMEETING                                                                                                 | 首爾               |
| 2017年7月3日      | PHJ FM 2017千變萬化FANMEETING | 日本滋賀縣         |
| 2017年7月15日     | 2017 PARK HAE JIN ASIA TOUR | 泰國曼谷           |
| 2017年10月14日    | PARK HAE JIN OFFICIAL FAN CLUB，2ND INAUGURATION CEREMONY                                                                                | 首爾               |
| 2017年12月30日    | 朴海鎮見面會 | 釜山               |
| 2018年6月6日      | 《奶酪陷阱》電影試影會 | 日本東京           |
| 2018年9月8日      | 2018 The Jin's Talk Show | 首爾               |
| 2018年11月2日     | PARK HAE JIN JAPAN FANMEETING 2018 | 日本東京           |
| 2019年2月11日     | PARK HAE JIN JAPAN FAN MEETING－THE SPECIAL VALENTINE’S DAY                                                                              | 日本東京           |
| 2019年4月21日     | 樂天大酒店形象代言人上任紀念&粉絲見面會                                                                                                  | 首爾               |
| 2019年8月20日     | Park Hae Jin Summer Special Fanmeeting                                                                                                   | 日本東京           |
| 2019年10月26日    | 2019 Special in Seoul ~ Romantic Moments                                                                                                 | 首爾               |
| 2019年11月23日    | Spark Park Hae Jin Fan Meeting | 菲律賓馬尼拉       |

## 公益大使
- 2007年：首爾青少年禁菸酒宣傳大使[45]
- 2008年：韓國教育科學技術部任命為理財儲蓄大使大使[46]
- 2009年：韓國觀光公社宣傳韓國（與朴恩惠）[47]
- 2012年：2012青少年戒煙運動推廣大使[48]
- 2013年：中國TGC文化基金的宣傳大使[49]
- 2014年：中國「大地之愛‧母親水窖」專項基金宣傳大使[50]
- 2018年：韓國消防廳「名譽消防員」[51]
- 2019年：韓國消防廳「名譽消防隊長」[51]

## 獎項榮譽
| 年份 | 頒獎典禮                          | 獎項                            | 作品                           | 結果 | 參            |
| 2006 | KBS演技大獎                       | 男子新人獎                      | 《傳聞中的七公主》             | 獲獎 | [ 52 ]        |
| 2006 | KBS演技大獎                       | 最佳CP獎（與李泰蘭）            | 《傳聞中的七公主》             | 獲獎 | [ 52 ]        |
| 2007 | 第43屆百想藝術大賞                | 電視部門 男新人演技獎           | 《傳聞中的七公主》             | 獲獎 | [ 53 ]        |
| 2007 | KBS演技大獎                       | 男子優秀演技獎                  | 《比天高比地厚》               | 獲獎 | [ 54 ]        |
| 2007 | KBS演技大獎                       | 最佳CP獎（與韓孝周）            | 《比天高比地厚》               | 獲獎 | [ 54 ]        |
| 2008 | MBC演技大獎                       | 男子新人獎                      | 《伊甸園之東》                 | 獲獎 | [ 55 ]        |
| 2009 | 第4屆亞洲模特大獎                 | 人氣明星獎                      | 《伊甸園之東》                 | 獲獎 | [ 56 ]        |
| 2012 | LETV電影電視劇頒獎典禮            | 亞洲最佳明星獎                  | 《錢多多嫁人記》               | 獲獎 | [ 57 ]        |
| 2012 | KBS演技大獎                       | 男子助演獎                      | 《親愛的瑞英》                 | 提名 | [ 58 ]        |
| 2014 | 第9届亞洲模特大獎                 | 亞洲特別獎                      | 不適用                         | 獲獎 | [ 59 ]        |
| 2014 | 第4届明星公民盛典                 | 演員公民公益獎                  | 不適用                         | 獲獎 | [ 60 ]        |
| 2014 | 第7屆亞洲時尚偶像獎               | 時尚偶像賞                      | 不適用                         | 獲獎 | [ 61 ]        |
| 2014 | 第7屆亞洲時尚偶像獎               | K-STYLE獎                       | 不適用                         | 獲獎 | [ 61 ]        |
| 2014 | 第3屆APAN Star Awards             | 中篇電視劇 男子優秀演技賞       | 《來自星星的你》、《愛在異鄉》 | 提名 | [ 62 ]        |
| 2014 | SBS演技大獎                       | 三星GALAXY Note Edge 網友人氣獎 | 《來自星星的你》、《愛在異鄉》 | 提名 | [ 63 ]        |
| 2014 | SBS演技大獎                       | 中篇電視劇 男子優秀演技獎       | 《愛在異鄉》                   | 提名 | [ 64 ]        |
| 2015 | 第8屆韓國電視劇節                 | 男子最優秀賞                    | 《壞傢伙們》                   | 提名 | [ 65 ]        |
| 2015 | 第8屆韓國電視劇節                 | KDA賞                           | 《壞傢伙們》                   | 獲獎 | [ 66 ]        |
| 2016 | 第10屆有線電視協會獎              | 最佳演員獎                      | 《奶酪陷阱》                   | 獲獎 | [ 67 ]        |
| 2016 | 樂視生態共享之夜                  | 年度突破男演員獎                | 《遠得要命的愛情》             | 獲獎 | [ 68 ]        |
| 2016 | 第11屆亞洲模特大獎                | 亞洲明星獎                      | 不適用                         | 獲獎 | [ 69 ]        |
| 2016 | 第1屆亞洲明星盛典                 | Best Artist獎（演員）           | 《奶酪陷阱》                   | 獲獎 | [ 70 ] [ 71 ] |
| 2017 | 第2屆亞洲明星盛典                 | Best Artist獎（演員）           | 不適用                         | 獲獎 | [ 72 ]        |
| 2018 | 第六屆APAN Star Awards            | 全球明星獎                      | 不適用                         | 獲獎 | [ 73 ]        |
| 2018 | 第3屆亞洲明星盛典                 | 環保Creator獎                   | 不適用                         | 獲獎 | [ 74 ]        |
| 2018 | 第8屆韓國韓流大賞                 | 演員部門大衆文化獎              | 不適用                         | 獲獎 | [ 75 ]        |
| 2019 | 首爾消防廳行政安全部嘉許禮        | 行政安全部部長嘉許              | 不適用                         | 獲獎 | [ 37 ]        |
| 2020 | KBS 119                           | 服務者嘉許獎                    | 不適用                         | 獲獎 | [ 76 ]        |
| 2020 | MBC演技大獎                       | 大獎                            | 《老頑固實習生》               | 獲獎 | [ 77 ]        |
| 2020 | MBC演技大獎                       | 水木劇部門 男子最優秀演技獎     | 《老頑固實習生》               | 提名 | [ 78 ]        |
| 2020 | KBS演技大獎                       | 男子最優秀演技獎                | 《Forest》                     | 提名 | [ 79 ]        |
| 2020 | KBS演技大獎                       | 迷你電視劇部門 男子優秀演技獎   | 《Forest》                     | 提名 | [ 80 ]        |
| 2020 | KBS演技大獎                       | 最佳情侶獎（與曹寶兒）          | 《Forest》                     | 獲獎 | [ 81 ]        |
| 2021 | 第16屆首爾國際電視節              | 韓流電視劇部門 男子演員賞       | 《老頑固實習生》               | 提名 | [ 82 ]        |
| 2022 | MBC演技大獎                       | 迷你劇部門 男子最優秀演技獎     | 《現在開始是Showtime！》       | 提名 | [ 83 ]        |
| 2022 | MBC演技大獎                       | 最佳情侶獎（與秦基周）          | 《現在開始是Showtime！》       | 提名 | [ 84 ]        |
| 2023 | 第28屆消費者節KCA文化演藝頒獎典禮 | 年度演員獎                      | 《全國死刑公投》               | 獲獎 | [ 85 ]        |

## 外部連結
- 朴海鎮的Instagram帳戶
- 朴海鎮在NAVER上的资料
- 朴海鎮在Daum上的资料